# Myndus tekton
Myndus tekton är en insektsart som beskrevs av Kramer 1979. Myndus tekton ingår i släktet Myndus och familjen kilstritar. Inga underarter finns listade i Catalogue of Life.